# Paul Brandt (Philologe, 1861)
Paul Eduard Karl Brandt (* 30. März 1861 in Saarbrücken; † 4. Juni 1932 in Bonn) war ein deutscher Klassischer Philologe, Gymnasiallehrer und Kunsthistoriker.

## Leben und Wirken
Paul Brandt war ein Sohn von Martin Gottlieb Wilhelm Brandt (1818–1894), Mädchenschuldirektor in Saarbrücken, und seiner Frau Mathilde, geb. Neustetel, einer Tochter Regine Jolbergs. Samuel Brandt war sein Bruder. Er studierte nach dem Abitur 1880 Klassische Philologie an den Universitäten Heidelberg und Bonn, wo er 1884 zum Dr. phil. promoviert wurde und 1885 das erste Staatsexamen ablegte. Während des Studiums wurde er Mitglied der Philologisch-Historischen Verbindung Heidelberg im Naumburger Kartellverband. Er ging in den Schuldienst und wurde nach dem Vorbereitungsdienst 1887/88 Hilfslehrer in Wetzlar, 1888/89 in  Mönchengladbach, wo er 1889 als Oberlehrer fest angestellt wurde. 1892 nahm er an einer Studienreise badischer Gymnasiallehrer nach Griechenland teil und veröffentlichte 1894 seine Reiseerinnerungen als Lektüre für Gymnasiasten.
1896 wechselte Brandt an das Städtische Gymnasium in Bonn. Er war Vorstandsmitglied des Deutschen Gymnasialvereins und einer der Anreger der Braunschweiger Erklärung des Gymnasialvereins von 1900, die sich im Gefolge der Juni-Konferenz 1900 für den Erhalt des Humanistischen Gymnasiums aussprach. Am 1. April 1910 wurde er zum Direktor des 1906 gegründeten Prinz-Georg-Reformgymnasiums, des heutigen Max-Planck-Gymnasiums in Düsseldorf berufen.
Im Ersten Weltkrieg diente Brandt als Offizier, zuletzt als Major der Landwehr. Nach seiner Rückkehr wurde er Direktor des Burggymnasiums in Essen. Er trat zum 1. April 1921 in den Ruhestand.
Brandt war bekannt dafür, dass er Kunstbetrachtungen in seinen Unterricht einbaute. 1910 veröffentlichte er sein Hauptwerk Sehen und Erkennen: Eine Anleitung zu vergleichender Kunstbetrachtung. Nach den Prinzipien Heinrich Wölfflins wollte er unter Verzicht auf chronologische Anordnung durch vergleichende Nebeneinanderstellung nach bestimmten Gesichtspunkten den Leser zum verständnisvollen Sehen und dadurch zum Erkennen dessen anleiten, was der Künstler hat sagen wollen. Bild und Text jedes Kapitels füllten stets zwei gegenüberstehende, mit einem Blick übersehbare Seiten. Das Buch, das sich durch seine qualitätsvolle Ausstattung gut als Geschenk eignete, erreichte noch zu Brandts Lebzeiten 7 Auflagen mit über 50.000 verkauften Exemplaren und wurde Bestandteil der Bibliothek des Bildungsbürgertums. 1938 erschien die 8. Auflage, die im Geist des Nationalsozialismus bearbeitet worden war und für die statt Vincent van Goghs Rhonebarken nun der Bamberger Reiter das Frontispiz schmückte. Die 13. und letzte Auflage erschien 1968.

## Schriften
- De Batrachomyomachia Homerica recognoscenda. C. Georg, Bonn 1884 (Dissertation, Universität Bonn, 1884) (Digitalisat (Internet Archive)).
- als Herausgeber: Corpusculum poesis epicae graecae ludibundae. Fasciculus prior continens parodiae epicae graecae et archestrati reliquias a Paulo Brandt editas. Accedunt addenda ad fasciculum alterum. – Parodorum epicorum graecorum et archestrati. reliquiae. Recognovit et enarravit Paulus Brandt. Lipsia 1888 (Digitalisat (google US)).
- Von Athen zum Tempethal. Reiseerinnerungen aus Griechenland  (= Gymnasial-Bibliothek. Hrsg. von E. Pohlmey und H. Hoffmann. H. 19). Mit 24 Abbildungen. Gütersloh 1894 (Digitalisat).
- Sehen und Erkennen. Eine Anleitung zu vergleichender Kunstbetrachtung. Hirt, Leipzig 1910 (Digitalisat).
  - ab der 4. vermehrten und verbesserte Auflage (1921): Kröner, Stuttgart; letzte (13.) Auflage 1968.
  - spanische Übersetzung: Ver y comprender el arte. Introducción al estudio comparativo del arte. Trad. española de Francisco Payarols. Revisión, adaptación y ampliaciones de Alexandre Cirici Pellicer. Ed. Labor, Barcelona [usw.] 1959.
- Das Problem der Arbeit in der bildenden Kunst. Quelle & Meyer, Leipzig 1913 (Digitalisat).
- Schaffende Arbeit und bildende Kunst. 2 Bände. Kröner, Leipzig 1927/1928.
- Kunst und Arbeit. Ein Bilderbuch für die deutsche Jugend. Kröner, Leipzig 1929.